# Огарди
Огарди (пол. Ogardy) — село в Польщі, у гміні Стшельці-Краєнські Стшелецько-Дрезденецького повіту Любуського воєводства.
Населення — 475 осіб (2011).
У 1975-1998 роках село належало до Гожовського воєводства.

## Демографія
Демографічна структура станом на 31 березня 2011 року:
|          | Загалом | Допрацездатний вік | Працездатний вік | Постпрацездатний вік |
| -------- | ------- | ------------------ | ---------------- | -------------------- |
| Чоловіки | 238     | 52                 | 164              | 22                   |
| Жінки    | 237     | 59                 | 129              | 49                   |
| Разом    | 475     | 111                | 293              | 71                   |